# 탈레스레이시온시스템
탈레스레이시온시스템 (ThalesRaytheonSystems, TRS) 또는 줄여서 탈레스레이시온은 미국의 레이시온과 프랑스의 탈레스 그룹의 합작 벤처 기업이다. 탈레스레이시온은 양사의 레이다와 C4I 시스템을 통합하기 위한 목적으로 2001년 6월에 설립되었다.